# لي هيو ري
لي هيوري (الهانغول 이효리) مطربة كاي-بوب وممثلة كورية جنوبية. كانت بداية مسيرتها الفنية ضمن الفرقة الكورية المشهورة فين.كاي.ال (Fin.K.L). حاز ألبومها الأول على العديد من جوائز«داي سانغ» (Daesang) وهي جائزة كورية تعادل الجائزة الأمركية «جائزة فنٌان السنة». بينما كان ألبومها الثاني عرضة للخلاف حيث تم إتهامها بالنسخ ولذلك لم يحقق نجاحا.

## السيرة الذاتية

### البدايات ضمن فين.كاي.ال
بدءت لي مسيرتها الفنية كعضوة في فرقة فين.كاي.ال، من ثم أصبحت رئيسة الفرقة بما أنها كانت أكبر الأعضاء سنٌا، إكتشفها ممول الفرقة بينما كانت تلتقط صورا لاصقة صحبة صديقة لها، وكانت آخر عضوة تلتحق بالفرقة قبل أن يتم كشفها للجماهير سنة 1998. بدءت الفرقة نشاطها رسميٌا في 22 ماي1998 بأغنية «المطر الأزرق» (Blue rain) وكانت الأغنية الثانية «إلى صديقي» (To my Boyfriend) الطريق للنجاح الباهر الذي حققته الفرقة. وكانت هذه الأغنية الأولى من سلسلة أغانيهم العديدة اللٌتي احتلت المرتبة الأولى في سباق الأغاني الكوري، حتى أصبحت فين.كاي.ال في منافسة مع أكبر الفرق النسائية حينها وبالأخص فرقة آس.إي.آس (S.E.S).

### بداية المسيرة الشخصية
بعد ألبوم الفرقة الرابع «إلى الأبد» (Forever)، التحقت لي بالتلفاز لتقدم البرامج «آلة الزمن» (Time Machine) و«سعداء معا: أصدقاء» (Happy Together : Friends) والذي لا تزال تقدمه إلى الآن. صدر ألبومها الشخصي الأول في أواخر سنة 2003 تحت عنوان «المؤنق» أو «الأنيق» (Stylish)، وحصل على سبعة جوائز «داي سانغ» (Daesang) في نفس السنة، وتم بيع أكثر من 153,590نسخة من هذا الألبوم، ولقبت سنة 2003 في الأوساط الفنية باسم «سنة هيوري».
ضهرت لي هيوري أيضا في دور البطولة في المسلسل الكوري «أوراق البرسيم الثلاثة» (Three Leaf Clover) الٌذي أنهي بعد 16 حلقة بسبب عدم شعبيتة.
في فبراير 2006 أصدرت لي هيوري ألبومها الثاني «الملاك القاتم» (Dark Angel)، أغنية "Get Ya" من الألبوم صوحبت برقصات إغراءية وأصبحت صورة هيوري كفنانة إغراءية حجٌة تجارية للفنانة. لكن حصل جدال حول الأغنية مؤلٌفي أغنية بريتني سبيرز «إفعل شيئا» (Do Something) اتهموا مؤلٌفي أغنية "Get Ya" بالنسخ والتقليد. ونضرا للاهتمام الشديد لوسائل الإعلام بهذا الموضوع إضطرت لي هيوري وشركة الإنتاج لإيقاف الحركة الإشهارية للأغنية، وانعكس كلٌ هذا سلبيا على نجاح الألبوم والمبيعات.

## الألبومات
أصدرت لي هيوري إلى الآن ثلاثة ألبومات:

### Stylish
صدر في 18 أوت 2003
قائمة الأغاني:
1. Prologue(Drum&Bass)
2. One two three N'four
3. 바보처럼(Sadness)
4. 10 MINUTES
5. 얼음
6. 이브, 낙원에 잠들다
7. Remember Me
8. 오늘따라
9. Do Me
10. Hey Girl
11. 지워버려
12. 어느 째즈바
13. Only One
14. 미안해요(Ghost)

### Dark Angel
صدر في13 فبراير 2006
1. "Get Ya!" – 3:34
2. "Depth" – 3:15
3. "Straight Up" – 3:35
4. "Dark Angel" – 3:51
5. "Dear Boy" – 3:25
6. "Winter Freshness" – 3:26
7. "Closer" – 3:28
8. "Stealing a Glance" [MARS Remix] – 4:26
9. "Shall We Dance?" – 3:02
10. "Slave" – 2:53
11. "EMMM" – 3:38
12. "2 Faces" – 3:36
13. "Last Goodbye" – 4:32

### H-Logic===
```
صدر في 11 أبريل 2010 
```

Tracklist:
01 I'm Back
02 Love Sign (feat. 상추 of 마이티마우스)
03 Chitty Chitty Bang Bang (feat. Ceejay of Freshboyz)
04 Feel The Same
05 Bring It Back (feat. 베카 of 애프터스쿨, 전지윤 of 포미닛)
06 Highlight (feat. Bizzy)
07 그네 (feat. 개리 of 리쌍)
08 Scandal
09 100 Percent
10 Want Me Back
11 How Did We Get (With 대성)
12 So Cold
13 Get 2 Know (feat. Double K)
14 Memory (feat. Bizzy)

### If in Love Like Them
صدر في 6 مارس 2007

## روابط خارجية
- إي هيو ري على موقع IMDb (الإنجليزية)
- إي هيو ري على موقع ميوزك برينز (الإنجليزية)
- إي هيو ري على موقع قاعدة بيانات الفيلم (الإنجليزية)
- إي هيو ري على موقع كينوبويسك (الروسية)